# Henry Harrison Chase Dunwoody

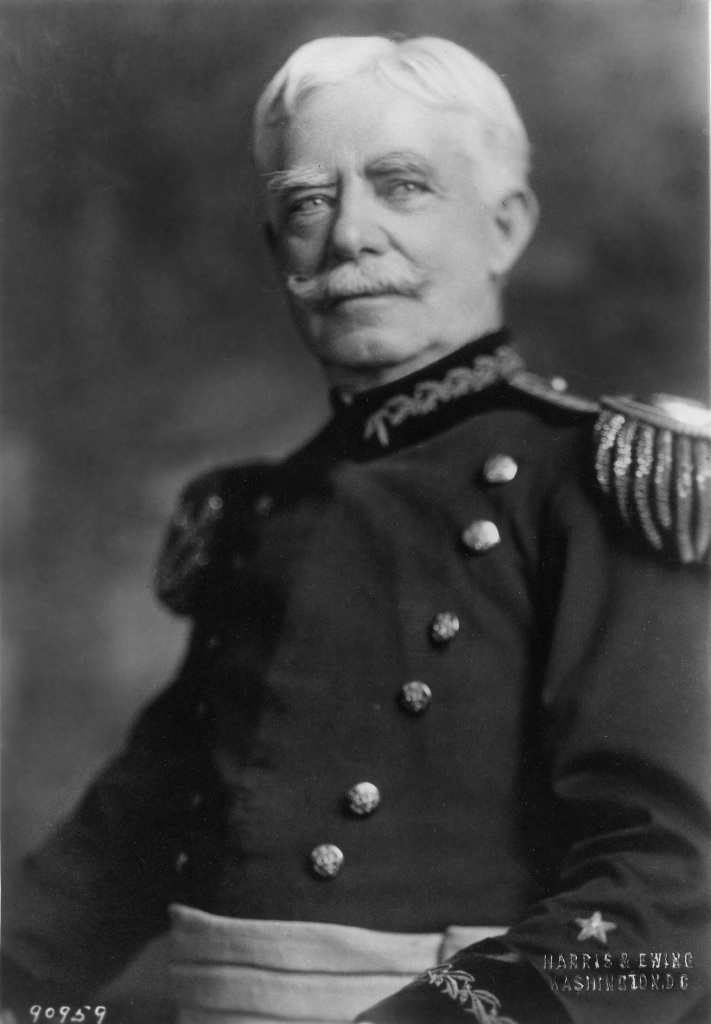
Henry Harrison Chase Dunwoody

Henry Harrison Chase Dunwoody (23 de octubre de 1843 – 1 de enero de 1933). Graduado por West Point en 1866 como oficial del Ejército, fue jefe del servicio de señales del ejército de los EE. UU. y se retiró como general de brigada en 1906.
Inventó un detector de ondas de radio que utiliza como elemento detector el cristal de carborúndum (carburo de silicio, una sustancia artificial creada por casualidad por Edward Acheson durante sus tentativas para crear diamantes), recibiendo en 1906 la patente, número 837616 U.S., muy amplia ya que cubría el uso como detector de cualquier material cristalino no metálico. Este trabajo preparó el terreno para invenciones posteriores de detectores de cristal. El primer sistema era muy simple, consistía en un fragmento de carborúndum que se conectaba a una antena por medio de un fino alambre en punta, conocido como "bigote de gato" (cat`s whisker]). Toda señal de audio transportada por la señal portadora y recibida por la antena pasa por el cristal y es escuchada mediante un par de auriculares.
La invención del detector de carborúndum salvó a la empresa de radio de Lee De Forest. Reginald Fessenden había convencido a un tribunal de publicar una prescripción contra el empleo por De Forest del detector electrolítico. El detector de Dunwoody trabajó también si no mejor, evitando así las sanciones de la prescripción.
El sistema fue desarrollado y llamado después Dunwoody por su contribución a la ciencia de la electrónica y la radio. El circuito está basado en un diseño muy selectivo y sensible que ha sido usado desde los primeros días de las transmisiones inalámbricas. Éste emplea una antena/tierra conectada a un condensador variable para ajustar la entrada al tanque paralelo que sintoniza el circuito para la mejor selectividad y un nivel de señal óptimo. Este detector se hizo muy popular ya que llegó a ser el más sencillo y fiable existente durante muchos años para los receptores de radiodifusión. Antes de la entrada en uso del triodo, el único detector que le hacía la competencia era el electrolítico. Durante algún tiempo se usó conjuntamente con los triodos, ya que era muy efectivo para la recepción a cortas distancias, incluso sin emplearse una batería.